# دالي هايز
دالي هايز (بالإنجليزية: Dale Hayes)‏ هو لاعب غولف جنوب أفريقي، ولد في 1 يوليو 1952 في بريتوريا في جنوب أفريقيا.

## وصلات خارجية
- دالي هايز على موقع رابطة أوروبا للاعبي الغولف المحترفين (الإنجليزية)